# Король Федір Петрович
Фе́дір Петро́вич Коро́ль (10 листопада 1894, с. Апанасовка, Гадяцький повіт, Полтавська губернія — 23 вересня 1942, Воронеж) — радянський воєначальник, генерал-майор.

## Біографія
Народився в селі Панасівка Гадяцького повіту Полтавської губернії, нині Липоводолинський район, Сумська область.
До призову в армію працював вчителем у сільській школі в Харківській губернії. Влітку 1914 року вступив учнем на телеграф при поштовому відділенні в селі Будки Харківської губернії і після здачі іспитів восени був призначений телеграфістом на Слов'янський телеграф в місті Слов'янськ Харківської губернії.

### Перша світова війна
У червні 1915 року Король мобілізований на військову службу і направлений в 25-й Сибірський запасний полк в місто Ново-Миколаївськ. У вересні відряджений в 2-ю Іркутську школу прапорщиків, після закінчення якої у грудні був призначений в 125-й маршовий батальйон у місті Ямбург. У червні 1916 року відбув на фронт під місто Рига, де воював молодшим офіцером і командиром роти у 437-му піхотному Сестрорецком полку 110-ї піхотної дивізії (останній чин — поручник). 22 серпня 1917 року під станцією Роденпойск Ризького повіту був тяжко контужений і евакуйований до шпиталю. Після одужання в листопаді відбув у відпустку і більше на військовій службі не перебував.

### Громадянська війна
12 лютого 1919 року Король був мобілізований до РСЧА і призначений в 12-й Український радянський полк 1-ї окремої Української бригади, де проходив службу начальником полкової школи, помічником командира і врід командира полку (пізніше перейменований у 376-й стрілецький полк у складі 42-ї стрілецької дивізії). Воював на Південному фронті проти військ генерала А. В. Денікіна. У лютому — липні 1920 року командував загоном бронепоїздів і цим же 376-м стрілецьким полком при ліквідації збройних формувань Н. В. Махно в районах Пологи, Горіхів і Таганрог. З червня 1920 року командував 377-му, а з вересня знову 376-му стрілецькими полками (останній пізніше був перейменований в 370-й стрілецький). У листопаді — грудні тимчасово виконував посаду начальника дивізійної школи, потім командував 42-му запасним батальйоном 42-ї стрілецької дивізії. З квітня 1921 року був помічником командира і командиром 126-го зведеного полку цієї дивізії на Кавказі. Брав участь з ним у ліквідації банд полковника Дубини й Зубаря під Єйськом. З червня командував 118-м стрілецьким полком 40-ї стрілецької бригади 14-ї стрілецької їм. А. К. Стьопіна дивізії в місті Грозний. Брав участь з ним у боротьбі з бандитизмом в Чечні. З липня 1922 року в тієї ж дивізії виконував посаду помічника командира 82-го стрілецького полку.

### Міжвоєнний період
З вересня 1922 року по серпень 1923 року навчався у Вищій тактично-стрілецької школі командного складу РККА імені Комінтерну «Постріл», а після повернення в дивізію проходив службу помічником командира 82-го, а з лютого 1924 року — 83-го стрілецьких полків. З серпня 1924 року Король командував 66-м стрілецьким полком 22-ї Краснодарської стрілецької дивізії СКВО (з травня 1925 року — командир і комісар полку). З жовтня по грудень 1927 року одночасно пройшов перепідготовку на КУВНАС при Військовій академії РСЧА ім. М. В. Фрунзе. У січні 1930 року був переведений в СибВО командиром і комісаром 6-го окремого стрілецького полку. У серпні 1931 року призначений викладачем кафедри тактики Військово-технічної академії РСЧА ім. Ф. Е. Дзержинського в Ленінграді, а з вересня 1932 року був керівником і старшим викладачем кафедри тактики БТВ у Військовій академії механізації і моторизації РСЧА ім. І. в. Сталіна у Москві. У лютому 1938 року Королю присвоєно звання «комбриг». З березня 1938 року в тій же академії був доцентом кафедри тактики автобронетанкових військ, а з 1 листопада — тимчасово виконував посаду професора цієї кафедри.
7 травня 1940 року Королю було присвоєно звання генерал-майор.

### Друга світова війна
22 липня 1941 був призначений заступником начальника автобронетанкового відділу Західного напрямку. З 27 серпня допущений до тимчасового командуванню 331-ї стрілецької дивізії, яку сам формував у ОрВО (р. Мічурінськ).
Дивізія одержала найменування «Брянська пролетарська стрілецька дивізія». З 1 листопада вона була передана до складу 26-ї армії резерву ВГК і передислокована в місто Алатир Чуваської АРСР. Потім до 1 грудня перекинули на Західний фронт і в складі 20-ї армії брала участь у контрнаступі під Москвою: Клинско-Солнечногорской наступальної операції. Її частини вели наступ у напрямку Червона Поляна, Солнечногорск, відзначилися при звільненні міста Солнечногорск (12 грудня). До 17 грудня вони вийшли на магістраль Москва — Волоколамськ і 20 грудня оволоділи містом Волоколамськ. У січні 1942 року дивізія продовжувала наступ, беручи участь в Ржевсько-Вяземський наступальної операції. До кінця січня частини вийшли в район села Середа (північний схід Гжатськ), де перейшли до оборони.
27 лютого 1942 року генерал-майор Король був відсторонений від посади і в квітні відряджений у розпорядження заступника наркома оборони з танковим військам, потім в червні призначений командиром 111-ї танкової бригади. Формував її в ПриВО, потім бригада увійшла в 25-й танковий корпус резерву Ставки ВГК. На початку липня бригада була разом з корпусом спрямована на Воронезький фронт і в складі військ 60-й, потім 40-ї армій брала участь у Воронезько-Ворошиловградської оборонної операції, в важких боях на західній околиці Воронежа.
23 вересня 1942 року в бою в районі населеного пункту Чижівка (околиці Воронежа) за Чижовский пладцарм від прямого попадання бомби в танк генерал-майор Король загинув. Перед своєю загибеллю був призначений заступником командувача 40-ї армії з АБТВ, в посаду вступити не встиг. Тіло його відвезли до Москви і поховали на Введенському кладовищі.

## Нагороди
- Орден Червоного Прапора (04.02.1943)[4];
- "Медаль «XX років Робітничо-Селянської Червоної Армії»;
- Знак «Відмінник РСЧА»;
- двічі — зброєю (срібний револьвер системи браунінг і маузер).